# Yoshimitsu Tsuji
Yoshimitsu Tsuji (en japonès: 辻 善光, Kyoto, 11 d'agost de 1984) és un ciclista japonès, professional del 2007 al 2012.

## Palmarès
- 2010
  - Vencedor d'una etapa al Tour de Kumano